# Premio Göran Gustafsson
El Premio Göran Gustafsson es un premio nacional sueco por logros científicos sobresalientes que la Real Academia de las Ciencias de Suecia otorga anualmente en las disciplinas de Química, Matemáticas, Medicina, Biología Molecular y Física. Fue creado por medio de una donación del empresario sueco Göran Gustafsson y asciende a aproximadamente US $ 450 000 como una beca de investigación y US $ 25 000 como un bono privado. 

## Ganadores del premio

### Química
- 1991 - Bertil Andersson, Universidad de Estocolmo (nacido en 1948)
- 1992 - Bengt Nordén, Universidad Tecnológica de Chalmers (nacido en 1945)
- 1993 - Mathias Uhlén, Real Instituto de Tecnología (KTH) (nacido en 1954)
- 1994 - Håkan Wennerström, Universidad de Lund (nacido en 1945)
- 1995 - Gunnar von Heijne, universidad de Estocolmo (nacido en 1951)
- 1996 - Malcolm Levitt, universidad de Estocolmo (nacido en 1957)
- 1997 - Sven Lidin, universidad de Estocolmo (nacido en 1961)
- 1998 - Christina Moberg, Real Instituto de Tecnología (KTH) (nacido en 1947)
- 2000 - Jan Kihlberg, Universidad de Umeå (nacido en 1957)
- 2001 - Pär Nordlundh, Universidad de Estocolmo (nacido en 1958)
- 2002 - Lars Kloo, Royal Institute of Technology (KTH) (nacido en 1962)
- 2003 - Mikael Oliveberg, Universidad de Umeå (nacido en 1963)
- 2004 - Owe Orwar, Universidad Tecnológica de Chalmers (nacido en 1964)
- 2005 - Magnus Berggren, Universidad de Linköping (nacido en 1968)
- 2006 - Claes Gustafsson, instituto Karolinska (nacido en 1966)
- 2007 - Mikael Akke, Universidad de Lund (nacido en 1961)
- 2008 - Xiaodong Zou, Universidad de Estocolmo (nacido en 1964)
- 2009 - Pernilla Wittung-Stafshede, Universidad de Umeå (nacido en 1968)
- 2010 - Yi Luo, Real Instituto de Tecnología (KTH) (nacido en 1965)
- 2011 - Fahmi Himo, Universidad de Estocolmo (nacido en 1973)
- 2012 - Luca Jovine, Karolinska Institutet (nacido en 1969)
- 2013 - Fredrik Almqvist, Universidad de Umeå (nacido en 1967)
- 2014 - Per Hammarström, Universidad de Linköping (nacido en 1972)
- 2015 - Richard Neutze, Universidad de Gotemburgo (nacido en 1969)
- 2016 - Xavier Crispin, Universidad de Linköping (nacido en 1972)
- 2017 - Anja-Verena Mudring, Universidad de Estocolmo (nacido en 1971)
- 2018 - Belén Martín-Matute, Universidad de Estocolmo (nacido en 1975)[1]

### Matemáticas
- 1991 - Arne Meurman, Universidad de Lund (nacido en 1956)
- 1992 - Svante Janson, Universidad de Uppsala (nacido en 1955)
- 1994 - Torsten Ekedahl, Universidad de Estocolmo (nacido en 1955)
- 1995 - Bo Berndtsson, Universidad Tecnológica de Chalmers (nacido en 1950)
- 1996 - Anders Björner, Real Instituto de Tecnología (KTH) (nacido en 1947)
- 1997 - Dennis Hejhal, Universidad de Uppsala (nacido en 1948)
- 1998 - Oleg Viro, Universidad de Uppsala (nacido en 1948)
- 1999 - Johan Håstad, Real Instituto de Tecnología (KTH) (nacido en 1960)
- 2000 - Håkan Hedenmalm, Universidad de Lund (nacido en 1961)
- 2001 - Mikael Passare, Universidad de Estocolmo (nacido en 1959)
- 2002 - Kurt Johansson, KTH (nacido en 1960)
- 2003 - Sergei Merkulov, Universidad de Estocolmo (nacido en 1958)
- 2004 - Jeffrey Steiff, Universidad Tecnológica de Chalmers (nacido en 1960)
- 2005 - Adrian Constantin, Universidad de Lund (nacido en 1970)
- 2006 - Olle Häggström, Universidad Tecnológica de Chalmers (nacido en 1967)
- 2007 - Carel Faber, Royal Institute of Technology (KTH) (nacido en 1962)
- 2008 - Tobias Ekholm, Universidad de Uppsala (nacido en 1970)
- 2009 - Ola Hössjer, Universidad de Estocolmo (nacido en 1964)
- 2010 - Pär Kurlberg, Real Instituto de Tecnología (KTH) (nacido en 1969)
- 2011 - Hans Ringström, Real Instituto de Tecnología (KTH) (nacido en 1972)
- 2012 - Andreas Strömbergsson, Universidad de Uppsala (nacido en 1973)
- 2013 - Johan Wästlund, Universidad Tecnológica de Chalmers (nacido en 1971)
- 2014 - Anna-Karin Tornberg, Royal Institute of Technology (KTH) (nacido en 1971)
- 2015 - Kaj Nyström, Universidad de Uppsala (nacido en 1969)
- 2016 - Volodymyr Mazorchuk, Universidad de Uppsala (nacido en 1972)
- 2017 - Robert J Berman, Universidad Tecnológica de Chalmers (nacido en 1976)

### Biología Molecular
- 1991 - Björn Vennström, Karolinska Institutet (nacido en 1948)
- 1992 - Thomas Edlund, Universidad de Umeå (nacido en 1951)
- 1993 - Alwyn Jones, Universidad de Uppsala (nacido en 1947)
- 1994 - Klas Kärre, Instituto Karolinska (nacido en 1954)
- 1995 - Bernt-Eric Uhlin, Universidad de Umeå (nacido en 1950)
- 1996 - Dan Hultmark, Universidad de Estocolmo (nacido en 1949)
- 1997 - Christer Betsholtz, Universidad de Gotemburgo (nacido en 1959)
- 1998 - Carlos Ibáñez, Instituto Karolinska
- 1999 - Thomas Perlmann, Karolinska Institutet (nacido en 1959)
- 2001 - Helena Edlund, Universidad de Umeå (nacido en 1960)
- 2002 - Jonas Frisén, Instituto Karolinska (nacido en 1967)
- 2003 - Thomas Nyström, Universidad de Gotemburgo (nacido en 1960)
- 2004 - Elisabeth Sauer-Eriksson, Universidad de Umeå (nacido en 1960)
- 2005 - Siv Andersson, Universidad de Uppsala (nacido en 1959)
- 2006 - Johan Ericson, Karolinska Institutet (nacido en 1965)
- 2007 - Christos Samakovlis, Universidad de Estocolmo (nacido en 1962)
- 2008 - Stefan Thor, Universidad de Linköping (nacido en 1964)
- 2009 - Karl Ekwall, Karolinska Institutet och Södertörn University (nacido en 1967)
- 2010 - Johan Elf, Universidad de Uppsala (nacido en 1975)
- 2011 - Jussi Taipale, Instituto Karolinska (nacido en 1968)
- 2012 - Jarone Pinhassi, Universidad de Linneo (nacido en 1969)
- 2013 - Kerstin Lindblad-Toh, Universidad de Uppsala (nacido en 1970)
- 2014 - Emmanuelle Charpentier, Universidad de Umeå (nacido en 1968)
- 2015 - Mattias Jakobsson, Universidad de Uppsala (nacido en 1975)
- 2016 - Ruth H Palmer, Universidad de Gotemburgo (nacido en 1970)
- 2017 - Claudia Köhler, Universidad Sueca de Ciencias Agrícolas en Uppsala (nacido en 1971)
- 2019 - Yaowen Wu, Universidad de Umeå[2]

### Medicina
- 1991 - Anders Björklund, Universidad de Lund (nacido en 1945)
- 1992 - Staffan Normark, Karolinska Institutet (nacido en 1945)
- 1994 - Rikard Holmdahl, Universidad de Lund (nacido en 1953)
- 1995 - Björn Dahlbäck, Universidad de Lund (nacido en 1953)
- 1996 - Roland S. Johansson, Universidad de Umeå (nacido en 1950)
- 1997 - Lars Björck, Universidad de Lund (nacido en 1949)
- 1998 - Lena Claesson-Welsh, Universidad de Uppsala (nacido en 1956)
- 1999 - Göran Akusjärvi, Universidad de Uppsala (nacido en 1953)
- 2000 - Patrik Ernfors, Karolinska Institutet (nacido en 1964)
- 2001 - Reinhard Fässler, Universidad de Lund (nacido en 1956)
- 2002 - Nils-Göran Larsson, instituto Karolinska (nacido en 1960)
- 2003 - Patrik Rorsman, Universidad de Lund (nacido en 1959)
- 2004 - Jan Borén, Hospital Universitario Sahlgrenska (nacido en 1964)
- 2005 - Stein Eirik Jacobsen, Universidad de Lund (nacido en 1961)
- 2006 - Catharina Larsson, Instituto Karolinska (nacido en 1961)
- 2007 - Lars Nyberg, Universidad de Umeå (nacido en 1966)
- 2008 - Marie Wahren-Herlenius, instituto Karolinska (nacido en 1967)
- 2009 - Mats Kullander, Universidad de Uppsala (nacido en 1966)
- 2010 - William Agace, Universidad de Lund (nacido en 1967)
- 2011 - Torkel Klingberg, Instituto Karolinska
- 2012 - Martin Bergö, Academia Sahlgrenska
- 2013 - Thomas Helleday, Instituto Karolinska
- 2014 - Fredrik Bäckhed, Universidad de Gotemburgo (nacido en 1973)
- 2015 - Erik Ingelsson, Universidad de Uppsala (nacido en 1975)
- 2016 - Olle Melander, Universidad de Lunds (nacido en 1970)
- 2017 - Henrik Ehrsson, Karolinska Institutet (nacido en 1972)
- 2019 - Kristian Pietras, Universidad de Lund[3]

### Física
- 1991 - Carsten Peterson, Universidad de Lund (nacido en 1945)
- 1992 - Joseph Nordgren, Universidad de Uppsala (nacido en 1947)
- 1993 - Claes Fransson, Universidad de Estocolmo (nacido en 1951)
- 1994 - Antti Niemi, Universidad de Uppsala (nacido en 1956)
- 1995 - Pär Omling, Universidad de Lund (nacido en 1955)
- 1996 - Mats Larsson, Royal Institute of Technology (KTH) (nacido en 1953)
- 1997 - Olle Inganäs, Universidad de Linköping (nacido en 1951)
- 1998 - Anne l'Huiller, Universidad de Lund (nacida en 1958)
- 1999 - Per Delsing, Universidad Tecnológica de Chalmers (nacido en 1959)
- 2000 - Eleanor Campbell, Universidad de Gotemburgo (nacido en 1960)
- 2002 - Olle Eriksson, Universidad de Uppsala (nacido en 1961)
- 2003 - Fredrik Laurell, Royal Institute of Technology (KTH) (nacido en 1957)
- 2004 - Ariel Gobar, Universidad de Estocolmo (nacido en 1962)
- 2005 - Eva Lindroth, Universidad de Estocolmo (nacido en 1960)
- 2006 - Måns Henningson, Universidad Tecnológica de Chalmers (nacido en 1964)
- 2007 - Igor Abrikosov, Universidad de Linköping (nacido en 1965)
- 2008 - Ulf Danielsson, Universidad de Uppsala (nacido en 1964)
- 2009 - Mikael Käll, Universidad Tecnológica de Chalmers (nacido en 1963)
- 2010 - Bernhard Mehlig, Universidad de Gotemburgo (nacido en 1964)
- 2011 - Ellen Moons, Universidad de Karlstad (nacido en 1966)
- 2012 - Fredrik Höök, Universidad Tecnológica de Chalmers (nacido en 1966)
- 2013 - Mats Fahlman, Universidad de Linköping (nacido en 1967)
- 2014 - Johan Åkerman, Universidad de Gotemburgo (nacido en 1970)
- 2015 - Egor Babaev, Royal Institute of Technology (KTH) (nacido en 1973)
- 2016 - Felix Ryde, Royal Institute of Technology (KTH) (nacido en 1970)
- 2017 - Val Zwiller, Royal Institute of Technology (KTH) (nacido en 1971)
- 2019 - Anders Johansen, Universidad de Lund (nacido en 1977)[4]